# ベリカード
ベリカード（英語: Verification Cardの日本式省略）は、無線局の通信（放送局の放送）を受信したと証明する書類である。受信確認証。

## 概要
各放送局によって趣向を凝らしたカード（ほとんどは局キャラクターのイラストや放送局社屋、スタジオ、主調整室、送信所などの写真）が発行されており、その収集も一つの楽しみとなる。番組宣伝はがきを流用したものやデータのみのものもある。カードではなく、文書の形を取った確認証を発行している局もあり、こちらは特にベリレター（英語: Verification Letter）と呼ばれる。法令上に発行が義務付けられたものではないが、自社の電波がどこまで届いているかの指標になるため、一種のサービスとして発送が行われる。
放送局以外でも、海岸局、アマチュア無線局、路側放送・船舶気象通報・マーチス・VOLMET放送などの特別業務の局、WWV・JJYなどの標準周波数報時局（標準周波数局）、ディファレンシャルGPS・NDB・VOR（無線標識局または無線航行陸上局）などはベリカードを発行する。
アマチュア無線でやりとりされるQSLカードからの慣習で「TNX FR UR QSL（Thanks For Your QSL）」と略語が書かれたものが多い。近年は「QSL」の代わりに「RPT」（Reportの意）も使われる。

## 受信報告書
ベリカードを得るには、受信した放送がその放送局のものであることを明確に確認できる受信報告書をその放送局に送付しなければならない。これは「技術的な報告書」であり、一般的な「番組に対する意見・感想文」とは異なることに留意する。送付先は放送局の場合、送信を担当している部署（例として文化放送の場合は「技師長室」）であること（ラジオ・テレビ兼営局では基本的に同一部署で受け付けているが、北海道放送、朝日放送、九州朝日放送など受付部署が異なるところもある。）が多いが毎日放送などのように視聴者センターが受付部署になっているところもある。

### 書式
特にないが、簡単に発行しない放送局もあり、少なくとも以下の内容が明記されている必要がある。日本国外の放送局に提出する場合、それぞれ放送局の使用言語により作成するのが望ましいが、それが難しい場合は英語で問題ない。
- 受信者の住所・氏名：放送内容に関する感想・意見との関係で必要があれば、年齢、職業、性別も記載するとよい。
- 受信地：緯度・経度（世界測地系）で記載するのがよいが、例えば日本国内で日本国内の放送局の電波を受信した場合には都道府県市町村字番地によってもよい。この場合、何番何号まで詳細に記載する。）
- 受信日時：日本国内局の場合は日本標準時（JST）でよいが、国外局の場合には協定世界時（UTC）により記載する（JSTとUTCでの日付の違いに注意する。）
- 受信した電波の型式・周波数：確認できれば送信所名も記載するとよい。
- 受信設備：使用受信機・受信アンテナの種類・利得・地上高など。ポケットラジオのアンテナは「内蔵バーアンテナ使用」又は「フェライトバーアンテナ」とする。）受信設備はできるだけ詳細なほうがよい。
- 受信状態：後述のSINPOコードを用いるものが通例だが、電界強度が記載できればよりよい。
- 放送内容：言語及び受信時間中の時刻毎の番組内容の概略。例外もあるが、内容が確認できるものであればよく、特に放送局を識別するコールサインは放送された時刻を明記するのがよい。）
- 放送内容に関する感想・意見：技術文書であることから、簡略なものでよい。別途番組制作担当者宛てとして詳しく書いたものを同封するのもよい。

これに受信確認証の発行を依頼する旨の文面（「本報告が貴局の放送内容と相違なければお手数ながら受信確認証の発行をお願いします」の一文）と送付先を明記する。
ベリカードの大きさは各局でまちまちであることから、返信用封筒に切手を貼付して同封することはしない。日本国内宛の場合は返信用切手（ベリカードのみでなく、番組表やロゴ入りの宣伝用ステッカーなどをあわせ送付する放送局もあるので不足のないようにする。ベリカードのみ希望の場合にはその旨明記して63円、封書でベリカードのみ希望の場合にはその旨明記して84円、番組表等を併せて希望する場合には、その旨明記して94円または140円程度の切手を同封する）を、国外宛の場合はIRC（国際返信切手券）を同封する。また、返信先を書いたシールも同封するとよい。その他、放送局から指定された事項があればそれに従うのは当然である。

### SINPOコード
受信状態は、一般にSINPOコードと呼ばれる5桁の数字を用いて表す。

### RSTコード
海岸局・アマチュア局・無線標識局・無線航行陸上局への受信状態の記載は、RSTコードと呼ばれる3桁の数字による。

### PFCカード
Prepared Form Cardの略である。
ベリカードを発行していない局に、局名、受信日時、電波型式、周波数など必要最低限のデータをあらかじめ記入したカードを送付し、担当部署の押印またはサインにより内容を確認してもらい、ベリカードに代えるものである。

## 発行状況
NHKでは、放送法第15条に、国内基幹放送（国内放送である基幹放送）、国際放送（NHKワールド・ラジオ日本）、協会国際衛星放送（NHKワールドTV）を実施するものとしているが、これらの報告には原則として発行していない。
- 国内基幹放送については、同法同条にあまねく日本全国において受信できることとされ、国内では当然受信できるものとの立場による（受信障害が起きている場合はその地域は改善処置の対象になる）。但し、衛星放送は、放送衛星とNHK放送センター局舎をイメージしたグラフィックを使った独自のベリカードを発行していたことがあった。
- NHK放送センターは、NHKワールド・ラジオ日本を国外で受信した場合に限り発行している。これ以外は報告書を送付しても、受信報告を受け付けていない旨が書かれたはがきが返信される。
  - ただし、2000年代初頭まで、東京の中波放送（AM放送）では、NHK菖蒲久喜ラジオ放送所に報告書を送ると、同所が独自のベリカードを発行することがあった。
- 地方局の中には、独自のベリカード（番組宣伝用ポストカード（絵葉書）にデータを記入したもので代える場合もある。）やベリレターを発行する局もある（2022年現在発行している局は、札幌放送局、旭川放送局、青森放送局、金沢放送局、神戸放送局、松江放送局、沖縄放送局など）。

民間放送局では、AM放送、短波放送、超短波放送（FM放送、コミュニティ放送が含まれる。）、テレビジョン放送（地上波・衛星波）とも、放送局毎により事情が異なる。
- FM山形、FM大阪、青森朝日放送、瀬戸内海放送、長崎文化放送、鹿児島テレビ、鹿児島読売テレビや、コミュニティFMの一部では発行しておらず、代わりにお詫び状とタイムテーブルなどが送られてくる。
- 岡山放送（2011年1月24日発行終了）、東海テレビ（2017年末発行終了）、北陸放送（2018年発行終了）[1]、静岡第一テレビ（2018年3月31日発行終了）、静岡朝日テレビ（2021年春発行終了）のように発行を終了する放送局が増加する一方、発行再開したテレビせとうちや長年発行してなかったテレビ宮崎が新しく発行する事例もある。
- 北海道放送は、従前はラジオのみ発行していたが、現在はテレビも発行する。
- 信越放送は、一時期発行していなかったが、2009年に発行を再開した。
- エフエム富士は、局の都合により特殊な受信例を除いてベリカードを発行していない。[2]
- FM岡山は、開局時から発行していなかったが、2009年よりイメージキャラクターである「VV-OYA-G」（ぶいぶいおやじぃ）と「VV-PANDA」（ぶいぶいパンダ）をデザインした図柄のベリカードを発行していた。現在は終了している。
- NST新潟総合テレビは、ベリカードではなくベリレターを発行している（ただし、従前はベリカードを発行していた。）。
- TOKYO MXは、現ロゴ（ゆめらいおん）導入後は発行を終了していたが、2016年頃から再び発行している。
- BS日テレは、開局から3年ほどは日本テレビ地上波アナログ放送と同じベリカードを発行していたが、後にベリカード発行なしのお詫び状とノベルティーグッズが送られるようになり、現在では返信も行わない。
- ニッポン放送は、2024年3月末を以て日本国内向けのベリカード発行を終了（ただし、海外向けの発行は継続）[3]。
- RSKラジオは、2025年3月末を以てベリカード発行を終了した。
- 山梨放送は、2023年12月31日到着分を以ってベリカード発行を休止した。

ラジオ・テレビ兼営局では、テレビの場合、その使用する電波の性質から放送区域内で受信できることは当然のことであるという見解から発行しない放送局がある。
- 静岡放送・RKB毎日放送ではラジオのみ発行している。テレビについては発行していないという旨の文書が送付される。

地上波では発行しても衛星波では発行しない局がある。
- TBS（TBSニュースバード・TBSチャンネル）は、2005年時点ではC-TBSオリジナルのベリカードを発行していたが、現在は発行していない。
- 日本テレビは、CS放送日テレG+および日テレNEWS24では原則として発行しないが、BSデジタル放送による地デジ難視対策衛星放送では地上波放送と同じベリカードを発行する（報告者はホワイトリスト指定世帯の有無およびスクランブル解除の有無を問わない）。
- フジテレビは、原則として地上波を受信した報告に限り発行するため、CS放送フジテレビワンツーネクストおよびBSデジタル放送による地デジ難視対策衛星放送には発行しないが、「お便りをお寄せいただいた記念」として特例で発行することがある。
- テレビ朝日は、CS放送テレ朝チャンネルおよびBSデジタル放送による地デジ難視対策衛星放送でも地上波放送と同じベリカードを発行する（報告者はホワイトリスト指定世帯の有無およびスクランブル解除の有無は問わない。）。
- スカイ・Aは、朝日放送（地上波テレビ・ラジオ共通）のベリカードをそのまま発行していた（現在の対応状況は不明）。

J-WAVEが行っていたインターネットラジオのBrandnew Jは、J-WAVEが独自のポストカードにより発行していた。
放送局以外でもベリカードを発行する無線局はあるが、通信であることから、通信の秘密に関する守秘義務に係るものについては受信を確認しない、ベリカードを発行しないことがある。
- 前述の特別業務の局は、電波法令上の同報通信をするものであるが、聴取者にとっては事実上の放送であり、事業者のウェブサイトでも放送として紹介しているものもある。
- 標準周波数局は、標準周波数業務を行う無線局で、一般人に受信されることを目的としている。
- 無線標識局・無線航行陸上局は、船舶・航空機の受信設備で受信されることにより方位・距離情報を提供するもので、特定の相手に対する情報を送信するものではない。
- 海岸局は、特定の船舶との通信を行うのが主たる業務であり、電報を取り扱うこともある。CQ呼出しや試験電波の発射など特定の相手との通信ではないものに限り、受信報告をすべきものである。
- アマチュア局の場合、報告書に受信内容を記入しても問題はない。ただし、無線通信の国際的な秘密保持の大原則、すなわち「何人も」法律に別段の定めのある場合を除く他、「特定の相手方」に対して行われる無線通信を傍受し、その「存在」もしくは「内容」を漏らし、又はこれを「窃用」してはならない。はアマチュア局についても厳格に適用されるものであることから、当該アマチュア局の識別信号、試験電波の発射などに限り、受信確認証の発行を依頼すべきものである。アマチュア局の場合、暗語使用禁止、普通語での通信であることから、よく勘違いされ、安易に考えられることが多いが、具体的な受信内容を記入した受信報告書は「絶対の秘密文書」であり、その写しなどを第三者に開示することなどは、無線通信の「存在」と「内容」の漏えい、さらには「窃用」の不法行為となり、摘発、処罰の対象となる。